# Данклин
Округ Данклин (англ. Dunklin County) — округ штата Миссури, США. Население округа на 2009 год составляло 31 039 человек. Административный центр округа — город Кеннетт.

## История
Округ Данклин основан в 1843 году.

## География
Округ занимает площадь 1414.1 км2.

## Демография
Согласно оценке Бюро переписи населения США, в округе Данклин в 2009 году проживало 31 039 человек. Плотность населения составляла 21.9 человек на квадратный километр.